# 웅역
웅역(熊繹)은 중국 초나라의 제1대 군주이다. 서주 문왕과 서주 무왕의 스승인 육웅의 증손이며 웅려의 손자이자 웅광의 아들이다. 서주 성왕이 무왕 시절에 개국하는데 공을 세운 공신들의 논공행상을 할 때, 웅역은 자남지전(子男之田)을 받고 자작으로 봉해졌다. 아들인 웅애가 뒤를 이었다.
| 전 임 (초대) | 제1대 초나라의 군주 | 후 임 아들 웅애 |